# 都市対抗を讃える野球の歌
「都市対抗を讃える野球の歌」（としたいこうをたたえるやきゅうのうた）は、日本の都市対抗野球大会における2代目の大会歌として1949年（昭和24年）に制定された楽曲である。作詞・青木薫（渋田喜久雄）、補作・サトウハチロー、作曲・古関裕而。

## 解説
1927年（昭和2年）に創始された都市対抗野球大会では1934年（昭和9年）の第8回大会より「都市対抗野球行進歌」（作詞・小島茂蔵、作曲・古関裕而）を初代の大会歌として制定していたが、1949年（昭和24年）の第20回大会より毎日新聞社と日本社会人野球協会（のち日本野球連盟）の共同開催となったことを記念して2代目の大会歌を制定することになった。以降、この「讃える歌」は2018年（平成30年）の第89回大会まで70年にわたり開会式の入場行進や試合の合間のインターバルの間に演奏（場内放送）され続けて来たが、2019年（令和元年）の第90回大会以降は社会人野球日本選手権大会と共通の新テーマ曲「我街（われら）の誇り」へ代替わりしている。ただし、同年以降も地方予選では引き続き「讃える歌」の方が演奏される場合がある。
歌詞は『都市対抗野球優勝物語』の巻頭に収められている。

### 作詞者
作詞者の青木 薫（あおき かおる）は発表当時に福岡県糟屋郡古賀町（現在の古賀市）在住で、昭和初期に「渋田黎明花」の筆名で時代小説作家として活動した渋田喜久雄（1902年 - 1978年）が生前に用いた様々なペンネームの一つである。古賀町役場の広報紙に渋田本人が「梅田健」のペンネームで連載していたコラムの最終回においては、過去に「ざっと1200篇」を作詞した中の1曲として「都市対抗野球大会歌」を挙げている。

## 音源
制定時の創唱者は伊藤久男で、歌唱を吹き込んだテスト盤（PR448A）の製造が確認されているが市販・PRの別を問わずSP盤のプレス頒布は確認されていない。その後、1969年（昭和44年）の第40回大会開催に合わせて日本コロムビアが三鷹淳の歌唱（事実上のカバー）を吹き込んだシングル盤を製造した。
しかし、同じく古関裕而が作曲した初代の「行進歌」は初期作品として『国民的作曲家 古関裕而全集』（規格品番：COZP-375〜381）を始め2000年代以降に何度もCDへ収録されたのに対し、実際に大会歌として演奏されて来た期間では2代目の「讃える歌」の方が「行進歌」を大きく上回るにもかかわらずCDへの収録は長らく行われず、2021年（令和3年）発売の『古関裕而秘曲集 〜プレミアム編』（COCP-41539〜40）ディスク1のトラック21で初めて収録が実現している。